# 今こころのままに
『今こころのままに』（いまこころのままに）は、南こうせつの3枚目のオリジナル・アルバム。1977年6月25日にパナムレコード（日本クラウン）から発売された。

## 解説
- フォークグループ「かぐや姫」解散後、ソロアーティストとして自身初めてのオリコン1位に輝いた。
- 「愛する人へ」と「夏の少女」のシングル曲2作を収録。
- 1994年には日本クラウンよりCDとして再リリースされた。また、2008年にはリマスター盤が発売された。

## 収録曲

### LPレコード, CT
| 全作曲: 南こうせつ、全編曲: 木田高介（特記以外）。 |                                          |            |            |      |
| #                                                  | タイトル                                 | 作詞       | 作曲・編曲 | 時間 |
| 1.                                                 | 「夏の少女」(編曲: 水谷公生)             | 南こうせつ | 南こうせつ | 3:44 |
| 2.                                                 | 「思い出にしてしまえるさ」               | 岡本おさみ | 南こうせつ | 3:58 |
| 3.                                                 | 「くれない丸」                           | 喜多条忠   | 南こうせつ | 4:10 |
| 4.                                                 | 「どうせ人生に迷うなら」(編曲: 水谷公生) | 喜多条忠   | 南こうせつ | 3:36 |
| 5.                                                 | 「おばあちゃん」                         | 喜多条忠   | 南こうせつ | 3:43 |
| 6.                                                 | 「愛する人へ」                           | 岡本おさみ | 南こうせつ | 4:11 |
| 合計時間:                                          | 合計時間:                                | 合計時間:  | 23:22      |      |

| 全作曲: 南こうせつ、全編曲: 木田高介（特記以外）。 |                            |            |            |      |
| #                                                  | タイトル                   | 作詞       | 作曲・編曲 | 時間 |
| 1.                                                 | 「にぎやかな夕暮れ」       | 伊勢正三   | 南こうせつ | 4:25 |
| 2.                                                 | 「愛しのベイビー」         | 南こうせつ | 南こうせつ | 3:36 |
| 3.                                                 | 「僕のグラフィティー」     | 南こうせつ | 南こうせつ | 4:13 |
| 4.                                                 | 「けんきょ」               | 南こうせつ | 南こうせつ | 1:28 |
| 5.                                                 | 「恋人よ」(編曲: 水谷公生) | 岡本おさみ | 南こうせつ | 3:16 |
| 6.                                                 | 「出発」                   | 南こうせつ | 南こうせつ | 6:18 |
| 合計時間:                                          | 合計時間:                  | 合計時間:  | 23:16      |      |

### CD, 音楽配信
| 全作曲: 南こうせつ、全編曲: 木田高介（特記以外）。 |                                          |            |            |      |
| #                                                  | タイトル                                 | 作詞       | 作曲・編曲 | 時間 |
| 1.                                                 | 「夏の少女」(編曲: 水谷公生)             | 南こうせつ | 南こうせつ | 3:44 |
| 2.                                                 | 「思い出にしてしまえるさ」               | 岡本おさみ | 南こうせつ | 3:58 |
| 3.                                                 | 「くれない丸」                           | 喜多条忠   | 南こうせつ | 4:10 |
| 4.                                                 | 「どうせ人生に迷うなら」(編曲: 水谷公生) | 喜多条忠   | 南こうせつ | 3:36 |
| 5.                                                 | 「おばあちゃん」                         | 喜多条忠   | 南こうせつ | 3:43 |
| 6.                                                 | 「愛する人へ」                           | 岡本おさみ | 南こうせつ | 4:11 |
| 7.                                                 | 「にぎやかな夕暮れ」                     | 伊勢正三   | 南こうせつ | 4:25 |
| 8.                                                 | 「愛しのベイビー」                       | 南こうせつ | 南こうせつ | 3:36 |
| 9.                                                 | 「僕のグラフィティー」                   | 南こうせつ | 南こうせつ | 4:13 |
| 10.                                                | 「けんきょ」                             | 南こうせつ | 南こうせつ | 1:28 |
| 11.                                                | 「恋人よ」(編曲: 水谷公生)               | 岡本おさみ | 南こうせつ | 3:16 |
| 12.                                                | 「出発」                                 | 南こうせつ | 南こうせつ | 6:18 |
| 合計時間:                                          | 合計時間:                                | 合計時間:  | 46:38      |      |

## スタッフ
- Produced：Kosetsu Minami, Takasuke Kida
- Arrangement：Takasuke Kida, Kimio Mizutani
- Directed：Tsuguo Satoh <for Crown Record>, Shun-ichi Jinyama <for Yui Music Publisher>
- Production Management：Nobuyuki Hisazumi
- Engineered & Re-Mixed：Masatsugu Yamazaki, Takashi Ichimura
- Art Direction & Jacket Design：Kaoru Watanabe
- Photography：Tamujin Recorded at the Crown Studio April, 1977